# Crandon
Crandon è una città degli Stati Uniti d'America, situata in Wisconsin, nella Contea di Forest, della quale è anche il capoluogo.